# Burros Blancos
Stade
Maillots
Champion 9 (1945, 1948, 1950, 1953, 1954, 1955, 1989, 2007, 2019)
Burros Blancos  (ou Ânes blancs en français) est le surnom de l'équipe universitaire mexicaine de football américain représentant l'Institut polytechnique national (IPN) de Mexico.
Fondée en 1936, elle est une des plus anciennes équipes de la ligue universitaire mexicaine même si, de 1936 à 2007, elle a connu une participation relativement irrégulière aux tournois nationaux. En effet, de 1936 à 1957, elle a joué dans la ligue majeure et de 1958 à 2007, elle était l'équipe institutionnelle de l'IPN qui ne disputait qu'un seul match par an lors du Clásico Poli-Universidad contre l'équipe de l'université nationale autonome du Mexique (UNAM).
En 2007, l'équipe adopte le nom définitif porté aujourd'hui. La saison même de leur retour en championnat universitaire, l'équipe est sacrée championne après avoir gagné 34 à 19 la finale disputée contre Pumas Acatlán.
Lors d'une finale sans précédent entre les deux équipes de l'Institut National Polytechnique en 2019, les Blancos battent 24 à 17 les Águilas Blancas en prolongation, mettant ainsi fin à 30 ans de disette sans titre.